# Cyperus holstii
Cyperus holstii är en halvgräsart som beskrevs av Georg Kükenthal. Cyperus holstii ingår i släktet papyrusar, och familjen halvgräs. Inga underarter finns listade i Catalogue of Life.